# Comitiva de vehículos

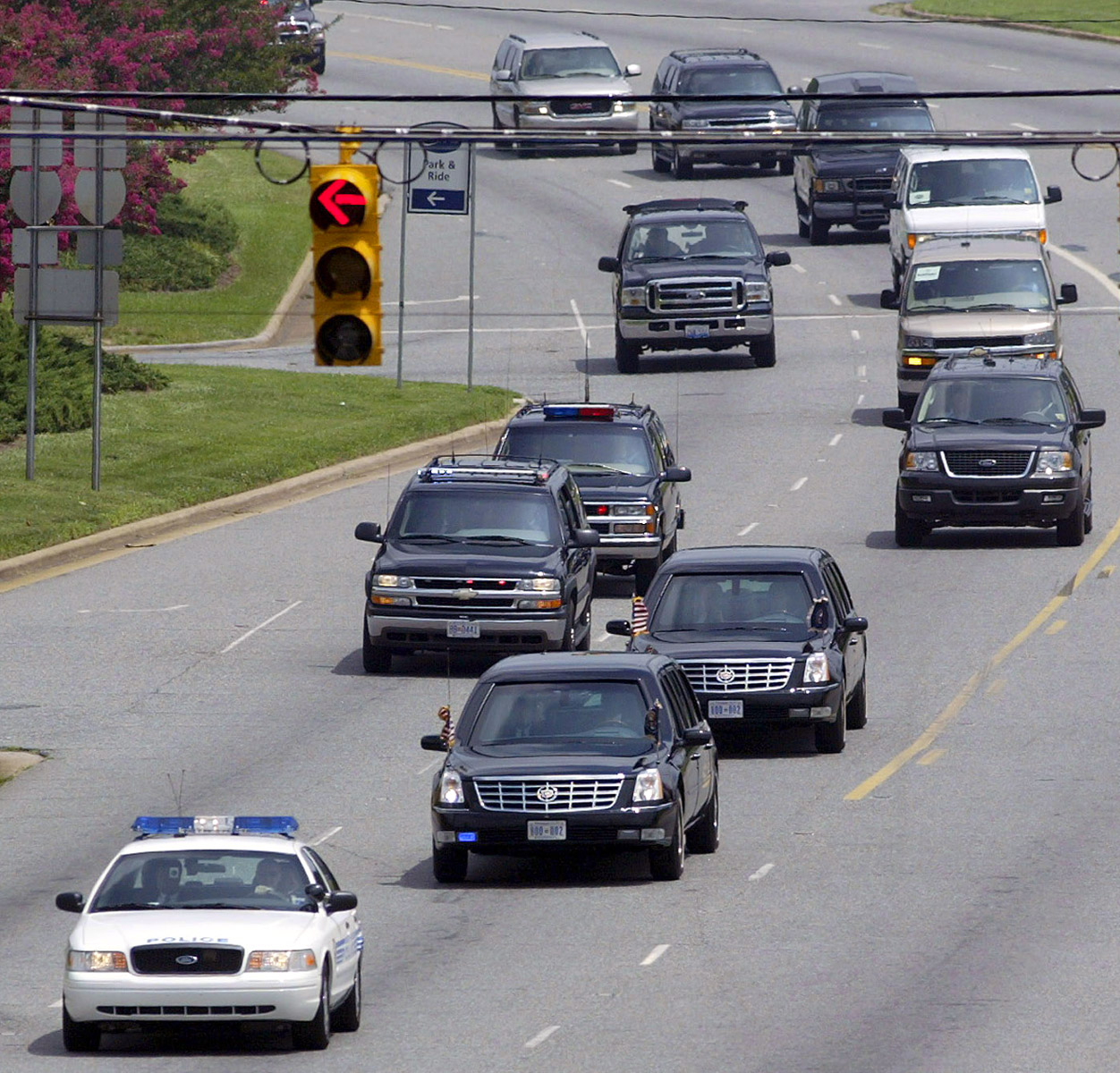
Comitiva que transporta al presidente estadounidense George W. Bush en Charlotte, Carolina del Norte.

Una comitiva de vehículos o caravana de vehículos es una procesión de vehículos de motor. Los usos pueden incluir procesiones ceremoniales para funerales o manifestaciones, pero también se pueden utilizar para brindar seguridad mientras se transporta a una persona vip. Una comitiva presidencial es un ejemplo de ambos; la comitiva presidencial estadounidense en particular se considera un elemento básico de las apariciones públicas del presidente de los Estados Unidos.

## Usos

### Funerales

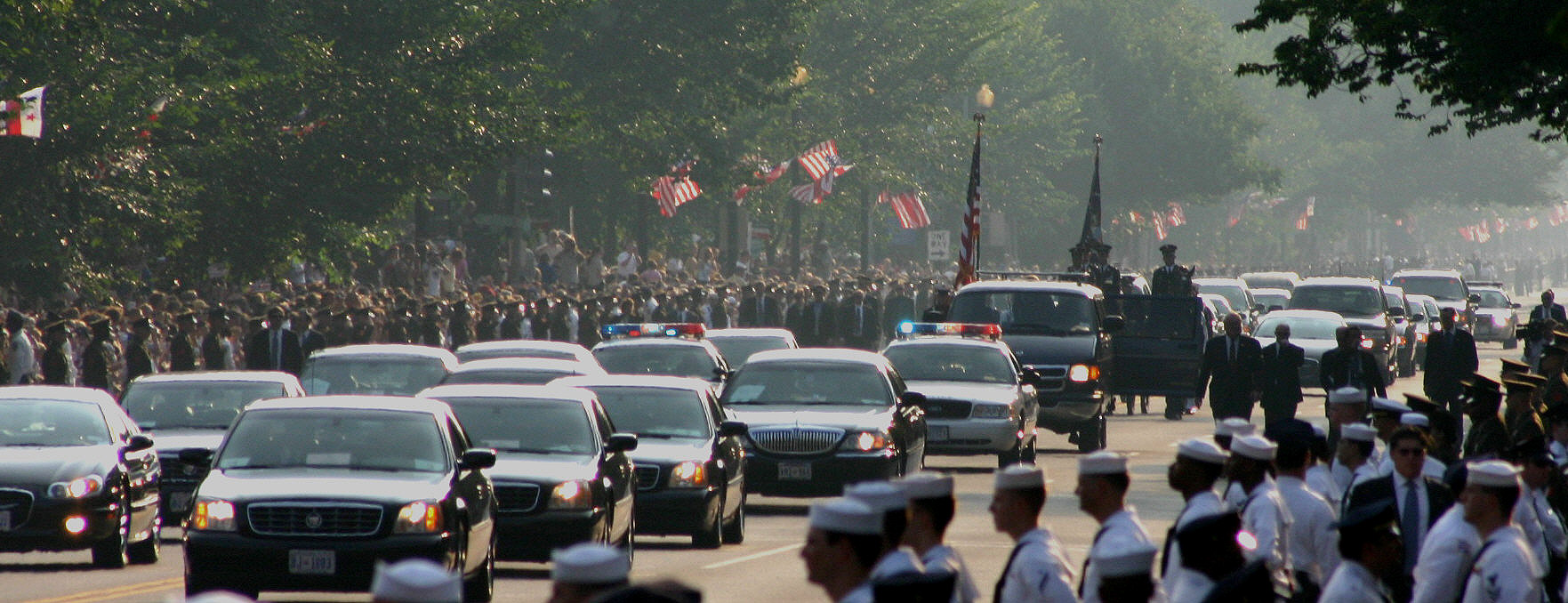
Caravana fúnebre de Ronald Reagan en Washington D. C..

Una comitiva puede utilizarse para hacer las veces de la procesión de dolientes que conforma un cortejo fúnebre, generalmente en la forma de una caravana de vehículos que sigue a un coche fúnebre.

### Protestas y manifestaciones
Las comitivas pueden utilizarse como protestas y manifestaciones. Un grupo grande y organizado de vehículos puede circular por una ruta muy transitada a una velocidad muy lenta con el fin de causar deliberadamente interrupciones del tráfico. Esta es una táctica que se asocia con mayor frecuencia a grupos de protesta que tienen acceso a muchos vehículos grandes, como camioneros y agricultores. Un ejemplo son las protestas de 2005 en el Reino Unido contra los precios del combustible. Como parte de las protestas de Euromaidán en Ucrania, entre noviembre de 2013 y febrero de 2014, el submovimiento que utilizó procesiones de automóviles como medio de protesta se denominó «Automaidán».
El pueblo ruso y sus defensores han apoyado la invasión rusa a Ucrania de 2022 organizando caravanas en Alemania, Serbia y Grecia.

### Vip
Las comitivas pueden utilizarse para transportar a una persona vip, generalmente una figura política. Una procesión de este tipo consta de varios vehículos, normalmente acompañados de apoyo policial y protección adicional para garantizar la seguridad de las personas en la caravana. Las comitivas de jefes de Gobierno y de jefes de Estado pueden estar formadas por docenas de vehículos, entre ellos vehículos blindados, todoterrenos y motocicletas y coches policiales que encabezan la marcha y los siguen.

#### Desvíos de tráfico
Dependiendo del tamaño de la comitiva y de quiénes la transportan, las rutas pueden estar completamente bloqueadas para el público en general. Por razones de seguridad, esto ocurre a menudo en las comitivas de jefes de Estado o de gobierno.

## Uso por jefes de Gobierno

### Alemania
Hoy en día, las comitivas oficiales del gobierno, también llamada escolta honoraria, son realizadas durante las visitas de Estado, pero en algunos casos también durante los funerales de Estado. La escolta policial y las órdenes de tráfico las proporciona la Landespolizei (policía estatal) responsable a nivel local. Los conductores de escolta (motocicletas), los vehículos de cabeza y de cola, así como el mando operativo de la escolta y del mando de tráfico (comandante de policía de la operación (PFdE)) son proporcionados por la Verkehrspolizei (policía de tráfico), la protección personal real por el Landeskriminalamt (Oficina de Policía Criminal del Estado) local y, si es necesario, por el grupo de seguridad Oficina Federal de Investigación Criminal. Además, los invitados estatales también pueden emplear su propio personal de seguridad personal. La escolta también incluye vehículos pertenecientes al protocolo (Cancillería de Estado), embajadores y otros escoltas. En términos de protocolo, esto se denomina secuencia de transporte, donde el orden está definido con precisión. El comando de escolta viaja como una unidad cerrada. Esto está sujeto a los derechos especiales según § 35 de las normas de circulación por carretera (StVO) en el tráfico por carretera privilegiado, en condiciones especiales del § 38 párrafo 1 de la StVO, la luz intermitente azul también se puede utilizar con la bocina de emergencia.
La tarea del conductor de escolta es:
- La protección del huésped estatal durante el viaje (prevención de peligros), y
- En caso de emergencia que requiera una desviación repentina de las rutas principales o alternativas, la escolta asume el rol de comando avanzado de la policía de tránsito.

El número de conductores de escolta se determina por protocolo. No obstante lo dispuesto en esta disposición, en caso de condiciones climáticas adversas que no puedan ser remediadas, se desplegarán vehículos en número impar y reducido, pero cada uno de ellos estará tripulado por dos agentes.
Cuando los jefes de Estado visitan Alemania, la Fuerza Aérea alemana los acompaña a su llegada y salida.

### Corea del Sur

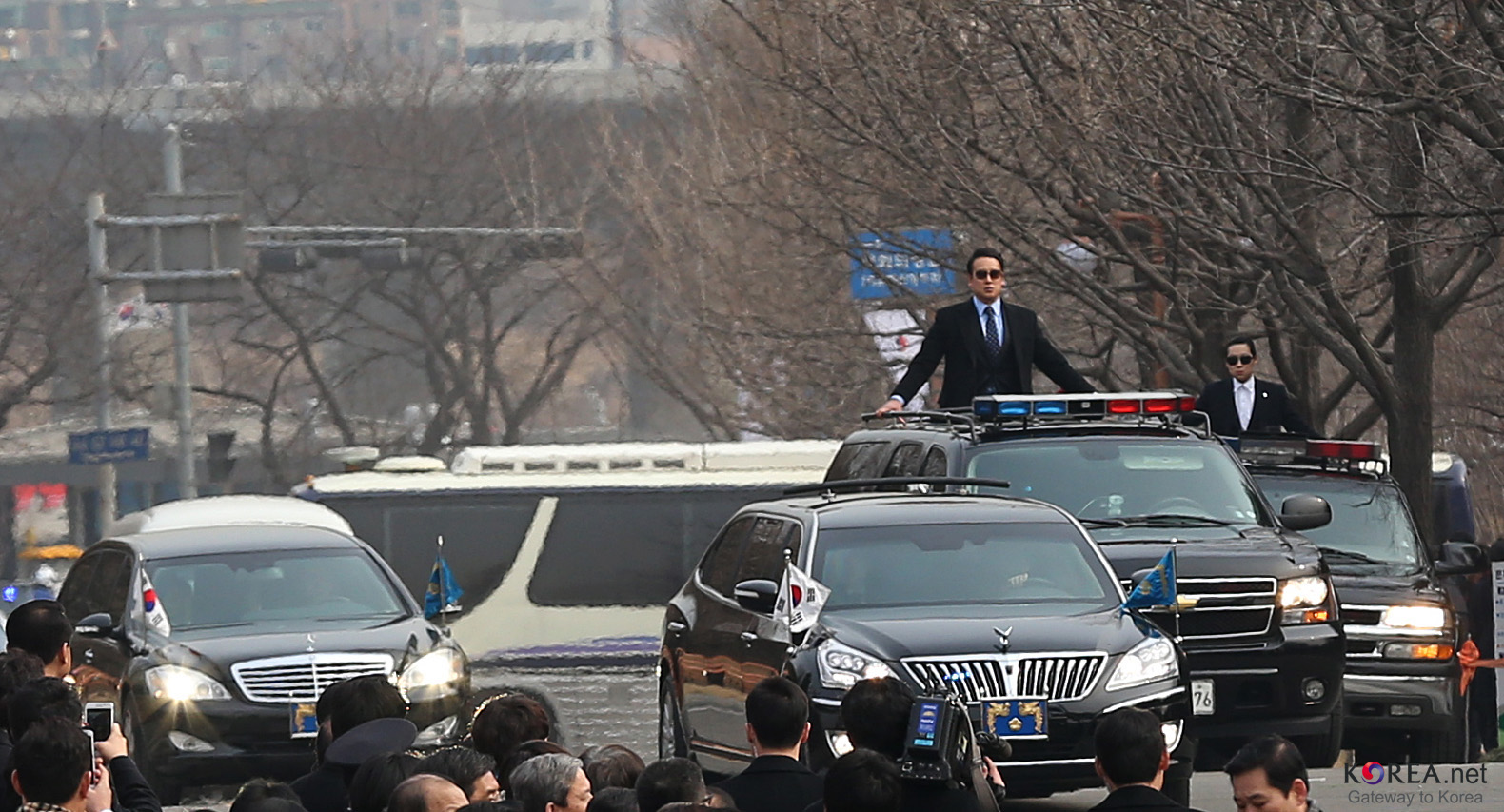
Comitiva que transporta a la presidenta Park Geun-hye durante su investidura en Seúl, 2013.

La comitiva del presidente de Corea del Sur está compuesta por entre veinte y treinta vehículos; además del presidente, la comitiva puede llevar a su cónyuge, miembros de la prensa, personal de seguridad, funcionarios de la Casa Azul, invitados vip, familiares, amigos y miembros del gabinete. Los miembros de alto rango del gabinete viajan en vehículos blindados, generalmente limusinas especialmente configuradas o Cadillac Escalade blindados. La caravana contiene varios vehículos blindados de diferentes marcas de automóviles, con un equipo de contraataque, agentes del Servicio de Seguridad Presidencial, equipos médicos, escoltas policiales de la Agencia Nacional de Policía de Corea y otros vehículos sin identificar desconocidos.
La escolta policial suele preceder a la comitiva presidencial para despejar el camino, bloquear el tráfico y cerrar las calles para la comitiva.
La caravana se divide en dos partes diferentes, la primera mitad es la parte de la caravana que transporta al presidente y su cónyuge, y la segunda mitad lleva al personal de la Casa Azul, más seguridad y la prensa.
Las rutas de la caravana son seleccionadas por agentes del Servicio de Seguridad Presidencial en cooperación con las fuerzas policiales locales. Siempre hay una ruta de emergencia establecida en caso de cualquier emergencia antes de que el presidente viaje a cualquier lugar.
Mucha gente vio, en particular, la caravana presidencial coreana durante la primera cumbre intercoreana en la zona desmilitarizada de la frontera coreana, donde los líderes de las dos Coreas se reunieron por primera vez.

### Estados Unidos

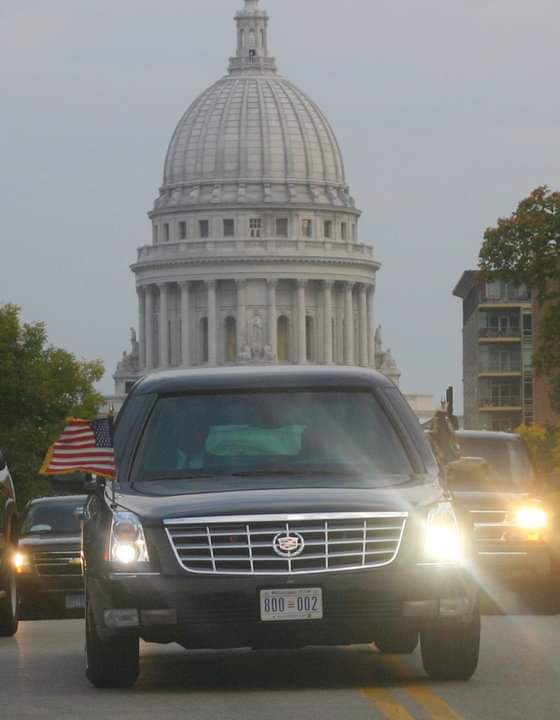
La comitiva del presidente Obama en Madison, Wisconsin.

La comitiva de vehículos (llamada en inglés: motorcade) del presidente de los Estados Unidos está compuesta por cuarenta a cincuenta vehículos; además del presidente, la comitiva puede llevar a su cónyuge o hijos, miembros de la prensa, personal de seguridad, funcionarios de la Casa Blanca e invitados vip. Los miembros principales viajan en vehículos blindados, normalmente limusinas especialmente configuradas. La caravana contiene varios vehículos blindados y agentes del Servicio Secreto, quienes manejan un equipo de contraataque y una camioneta de contramedidas electrónicas. Cuando es necesario, un equipo de materiales peligrosos precede a la caravana en alerta ante posibles peligros.
Una presencia policial precede el inicio de la comitiva presidencial. Estos coches y motocicletas circulan siempre delante para despejar el camino y bloquear el tráfico y además están en constante comunicación con el Servicio Secreto.
La comitiva presidencial consta de dos partes, la primera de las cuales es el «paquete de seguridad». En caso de emergencia, el paquete seguro se separa del resto del grupo. Incluye dos limusinas fuertemente custodiadas por la policía local y el Servicio Secreto, y todos los vehículos son conducidos por conductores profesionales.
La segunda parte está formada por furgonetas que transportan al personal de la Casa Blanca y a miembros seleccionados de la prensa. En la parte trasera se encuentra la camioneta de comunicaciones especiales WHCA Roadrunner, que proporciona la ruta de comunicaciones principal vía satélite, permitiendo voz bidireccional, datos y transmisión de video, una ambulancia y vehículos policiales adicionales.
Las rutas de las caravanas son coordinadas y seleccionadas por agentes del Servicio Secreto en cooperación con las fuerzas policiales locales o el ejército estadounidense en países devastados por la guerra. Por ejemplo, cuando el presidente visitó a las tropas en Afganistán, las tropas militares estadounidenses proporcionaron seguridad a la caravana. También se establecen rutas de escape en caso de emergencia.

### Rusia

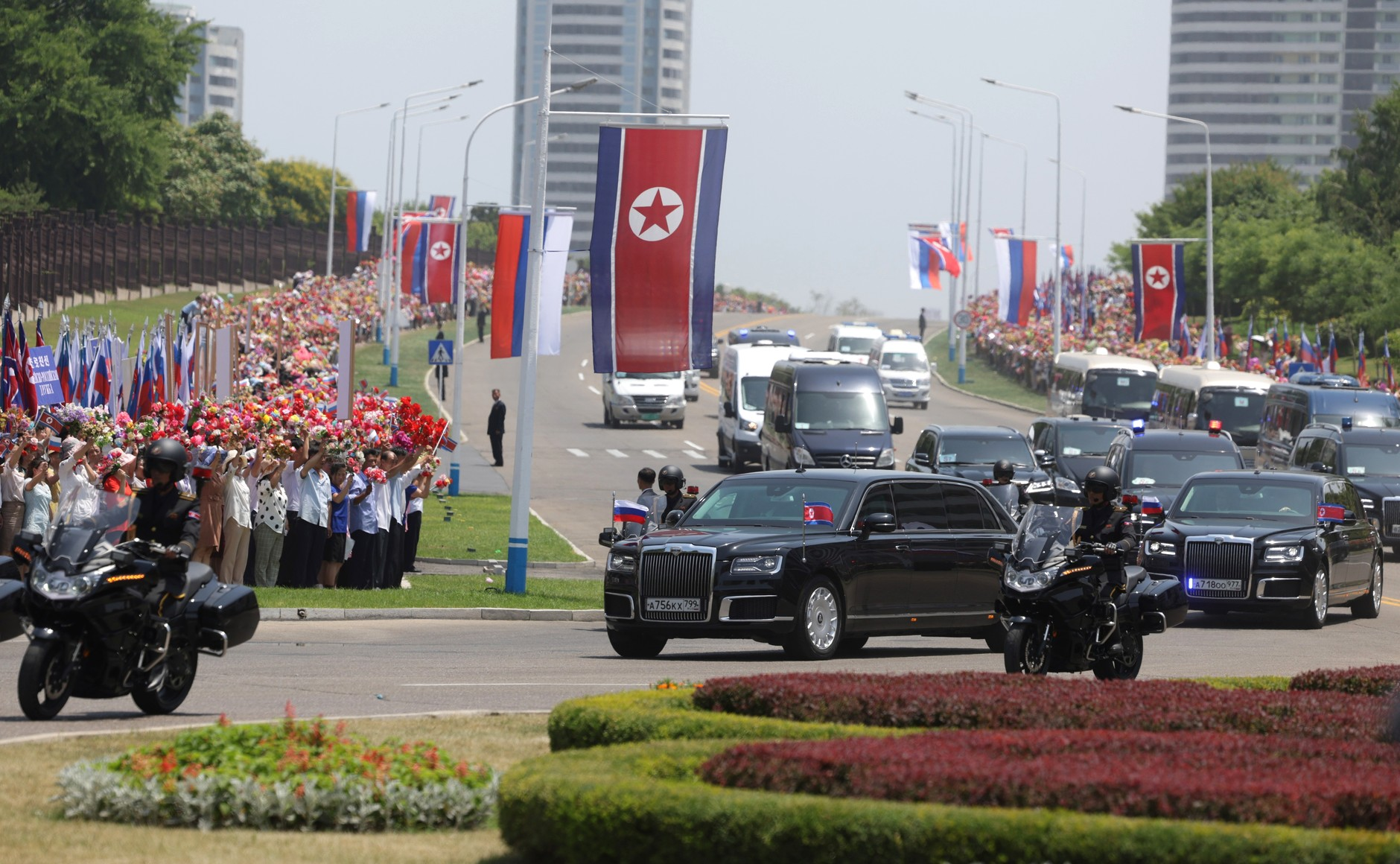
Caravana que transporta al presidente ruso Vladímir Putin en Pionyang, Corea del Norte.

En la Federación de Rusia, las principales comitivas estatales del país se organizan sobre la base del Garaje de Propósito Especial (GPE) del Servicio Federal de Seguridad. Los empleados del GPE prestan servicios a personas amparadas por la Ley Federal Rusa «Sobre la Seguridad del Estado». La lista de personas protegidas por el Estado incluye a siete funcionarios de alto rango:
- Presidente de la Federación de Rusia,
- Presidente del Gobierno de la Federación de Rusia,
- Presidente del Consejo de la Federación de Rusia,
- Presidente de la Duma Estatal,
- Presidente de la Corte Constitucional de la Federación Rusa,
- Presidente de la Corte Suprema de la Federación de Rusia,
- Fiscal General de la Federación de Rusia.

A dichas personas se les proporcionan los servicios de las comitivas de seguridad del Estado durante todo el período en el que desempeñan sus funciones.
Por decisión del presidente de Rusia, se podrán proporcionar comitivas de servicio estatal a senadores, diputados de la Duma Estatal y otros funcionarios públicos de nivel federal que, por razones objetivas, requieran protección.

## Galería de comitivas

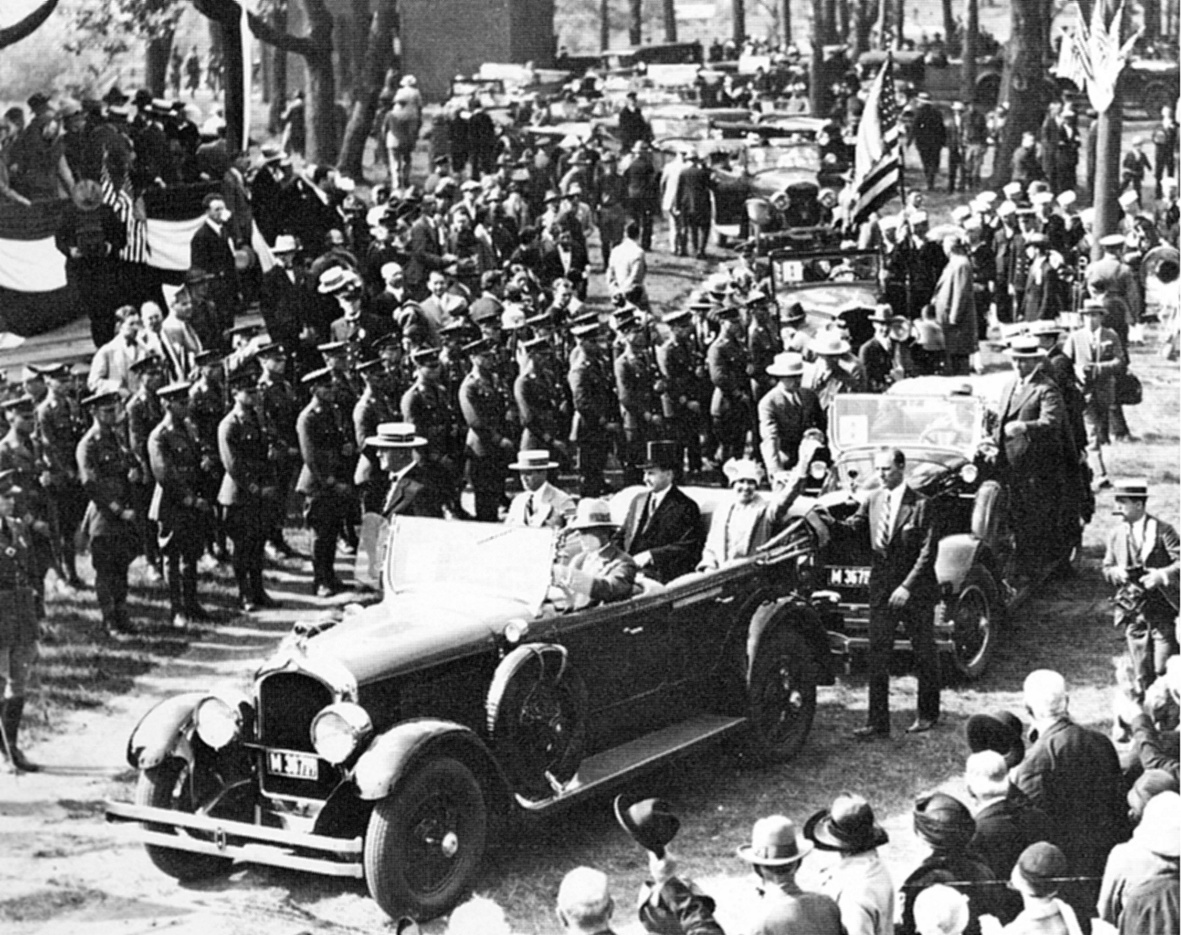
Calvin Coolidge (con sombrero de copa) llega para inaugurar un parque en Hammond (Indiana), 1927.
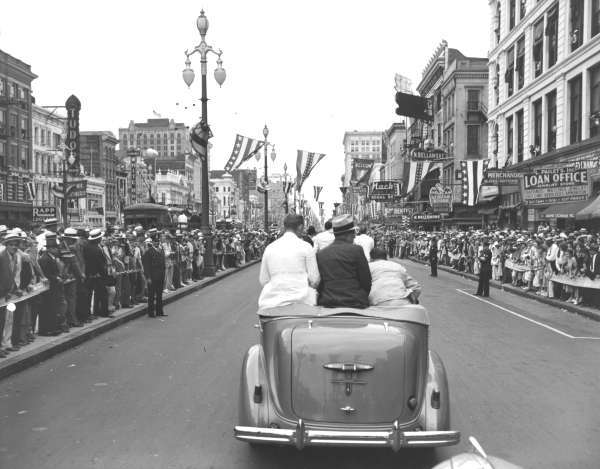
Franklin D. Roosevelt en Nueva Orleans, 1937.
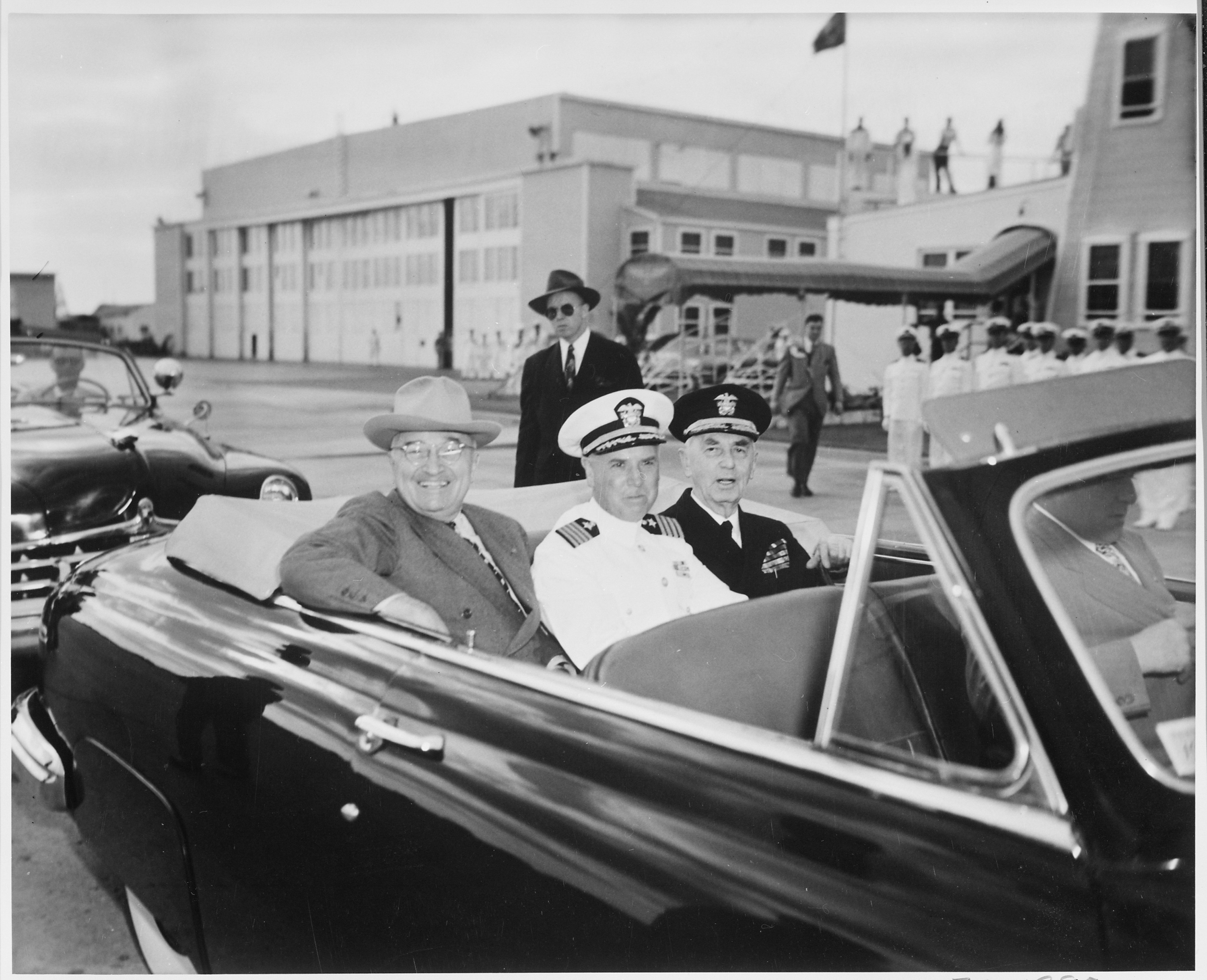
Harry S. Truman sale del Boca Chica Field en Cayo Hueso (Florida), con Cecil C. Adell (centro) y William D. Leahy, jefe de Estado Mayor retirado del Comandante en Jefe, 1951.
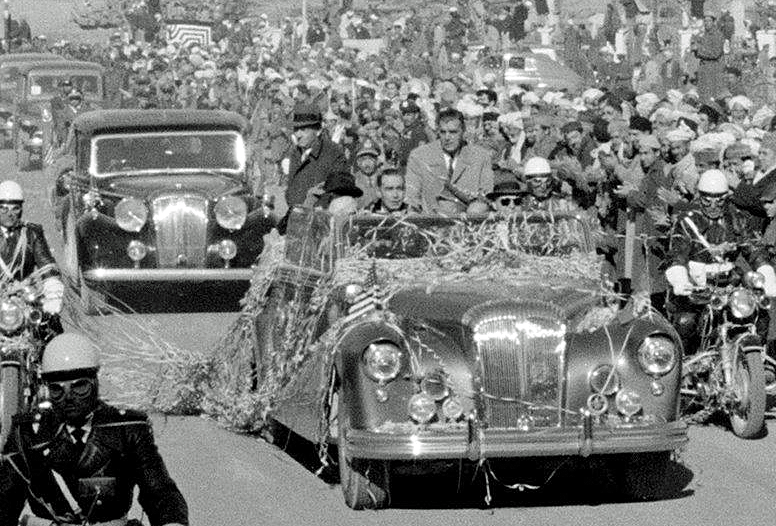
Dwight D. Eisenhower en Kabul, 1959.
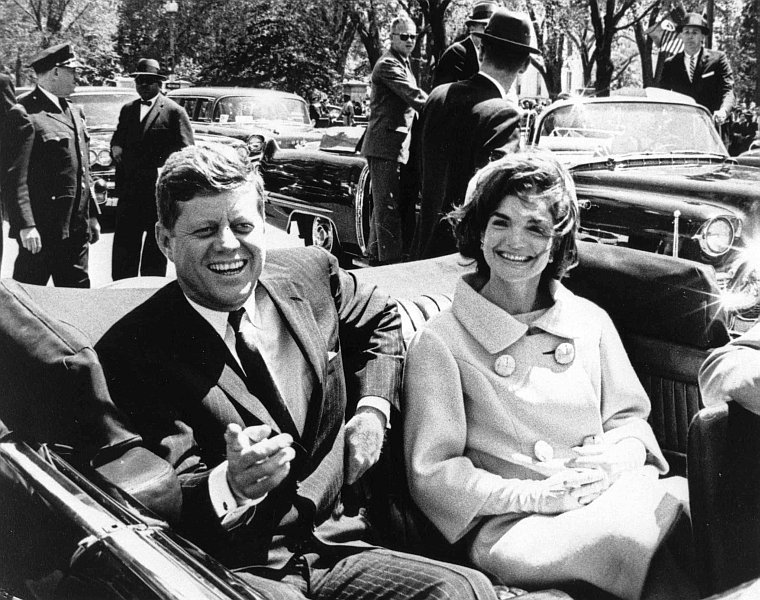
John F. Kennedy y Jacqueline Kennedy en Blair House, 1961.
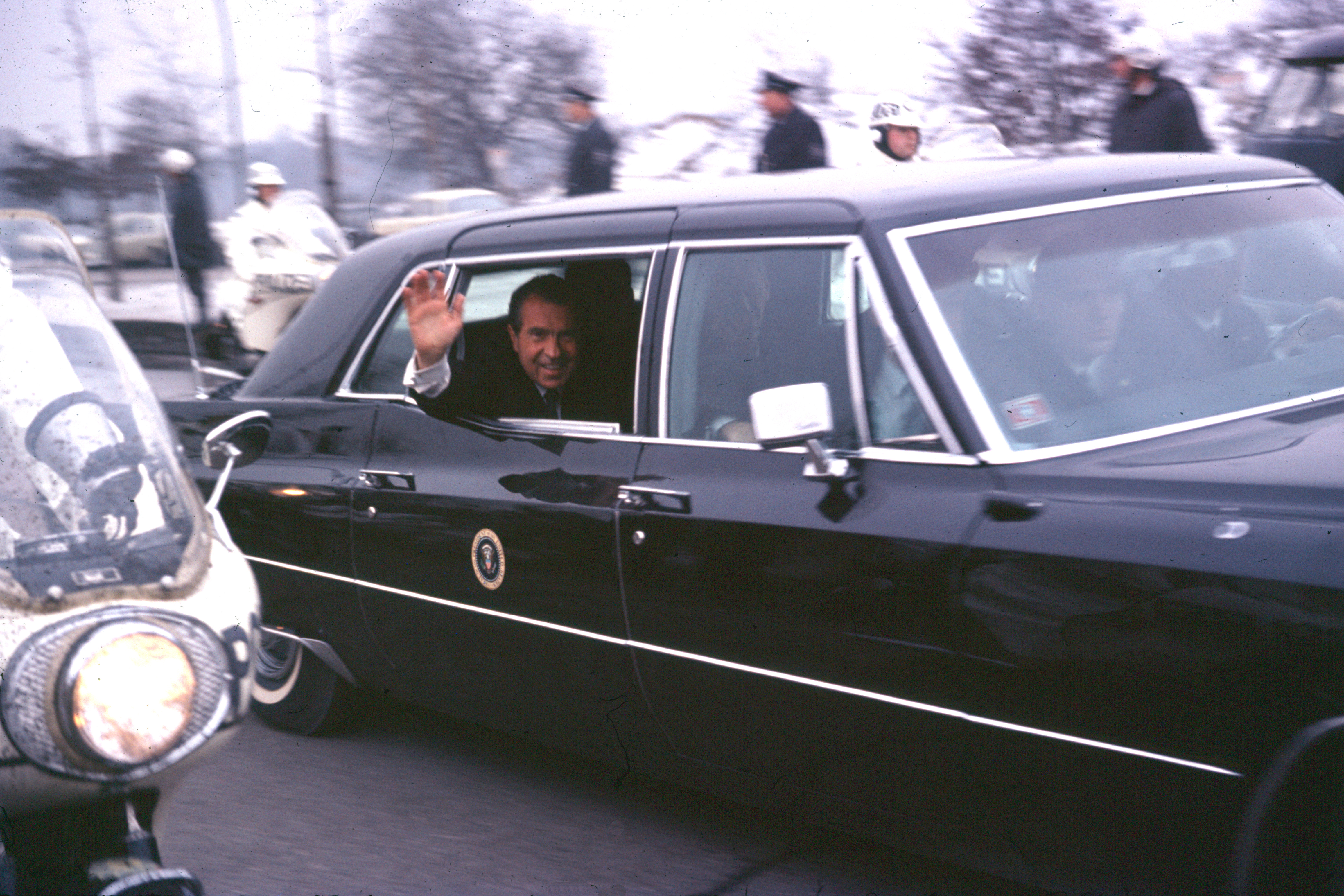
Richard Nixon en Berlín, 1969.
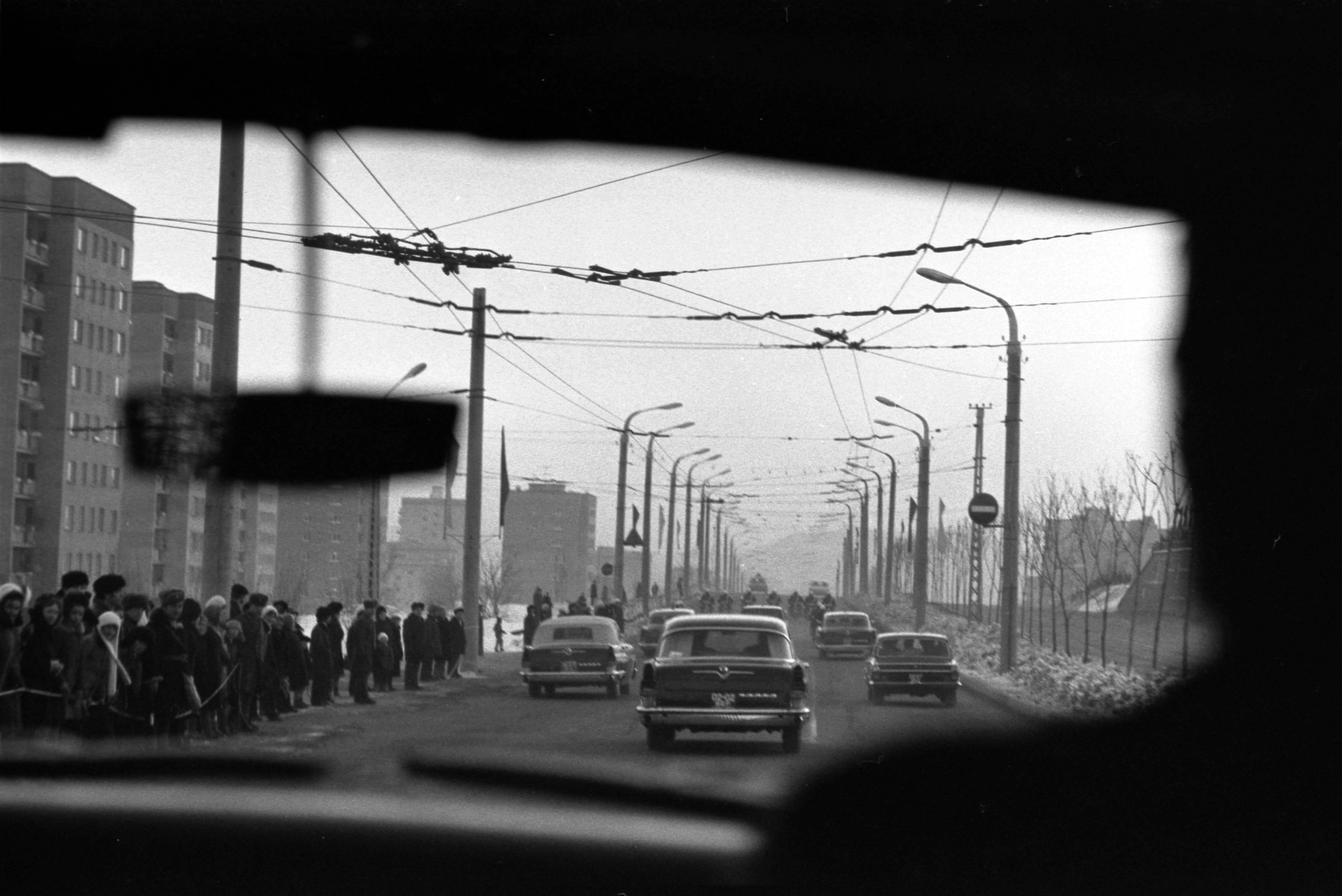
Siguiendo a Gerald Ford y Leonid Brézhnev en una gira por Vladivostok, 1974. Fotografía de David Hume Kennerly.
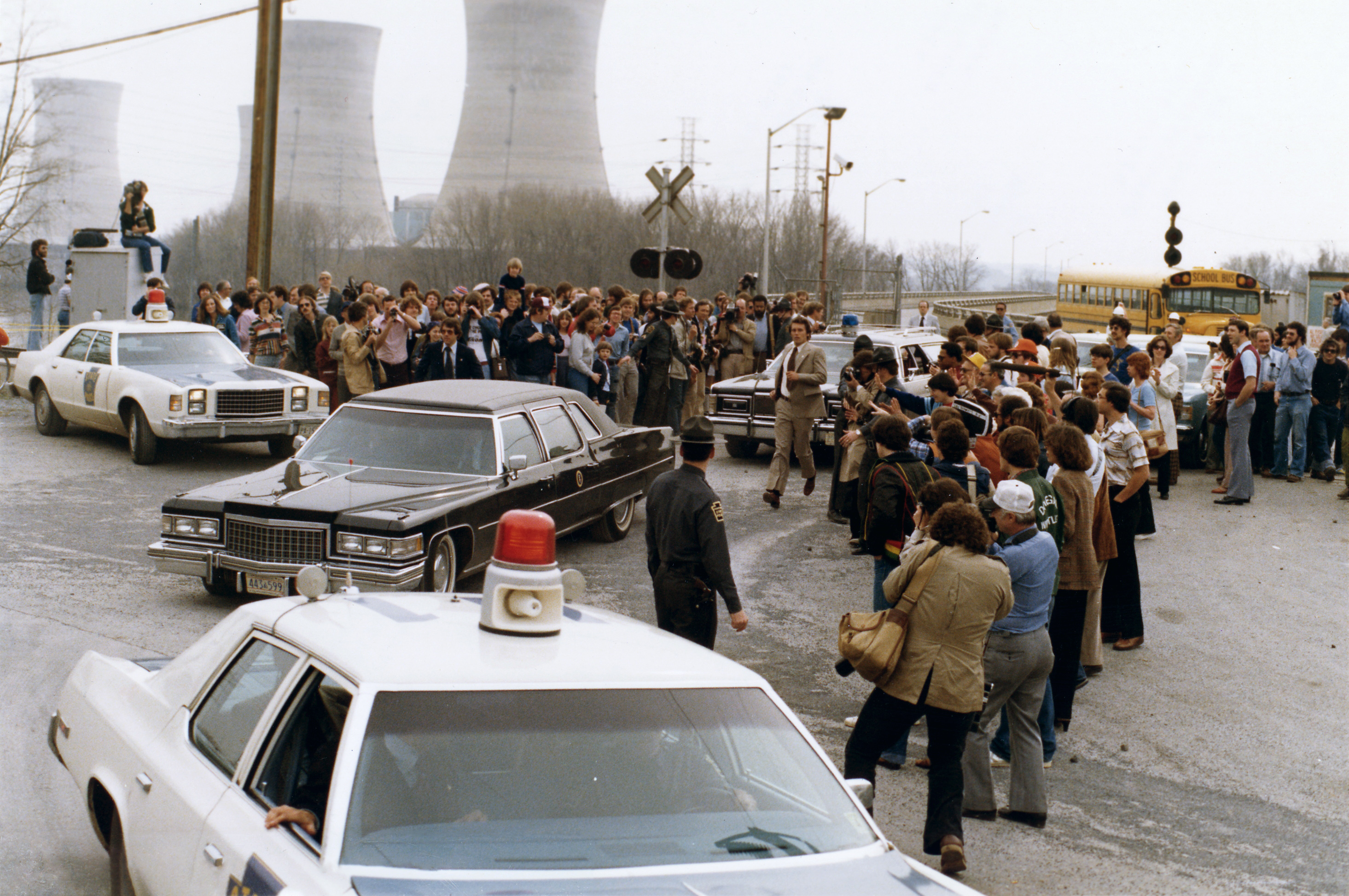
Jimmy Carter saliendo de Three Mile Island, 1979.
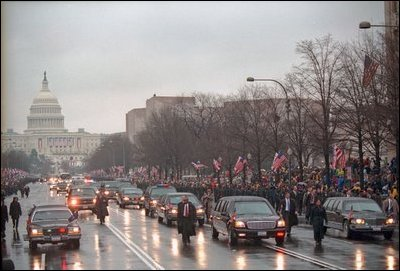
Caravana tras la investidura presidencial de George W. Bush, 2001.
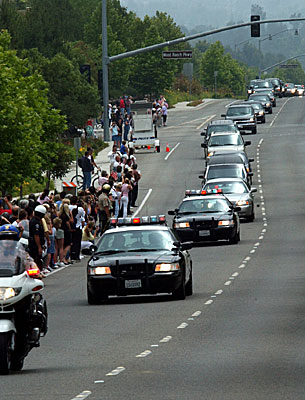
Caravana fúnebre de Ronald Reagan en Simi Valley (California), 2004.
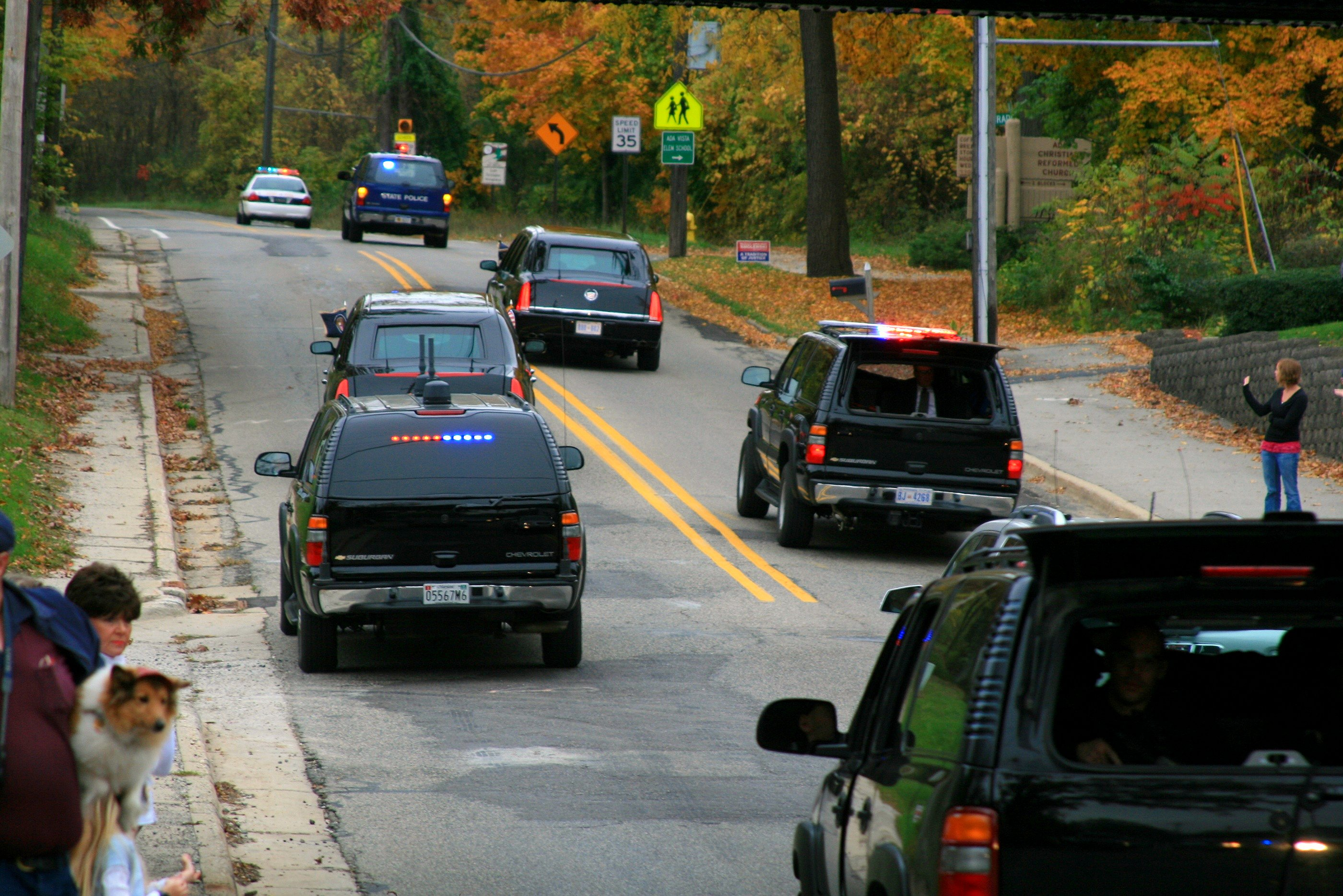
George W. Bush en el municipio de Ada (Míchigan), 2008.
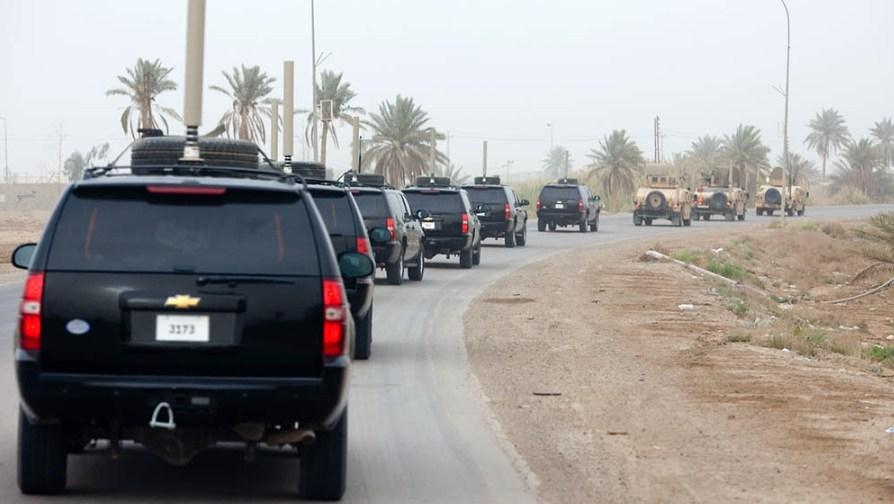
Barack Obama en Bagdad, 2009.
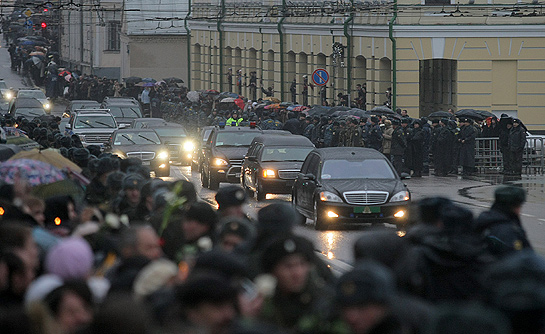
Caravana fúnebre del patriarca ruso Alejo II en 2008.
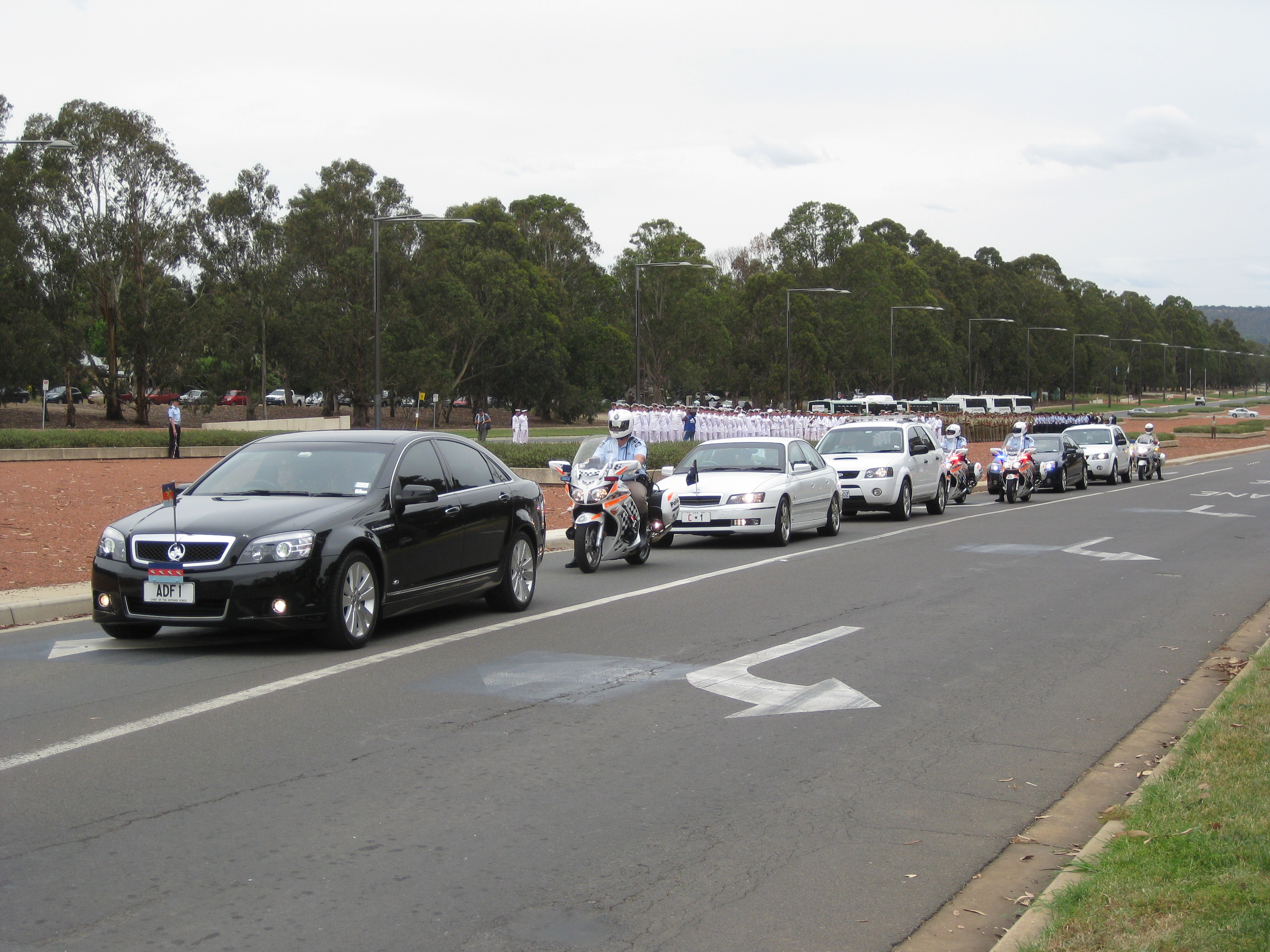
Caravana del gobernador general, el primer ministro y el jefe de las Fuerzas de Defensa de Australia en Canberra, 2009.
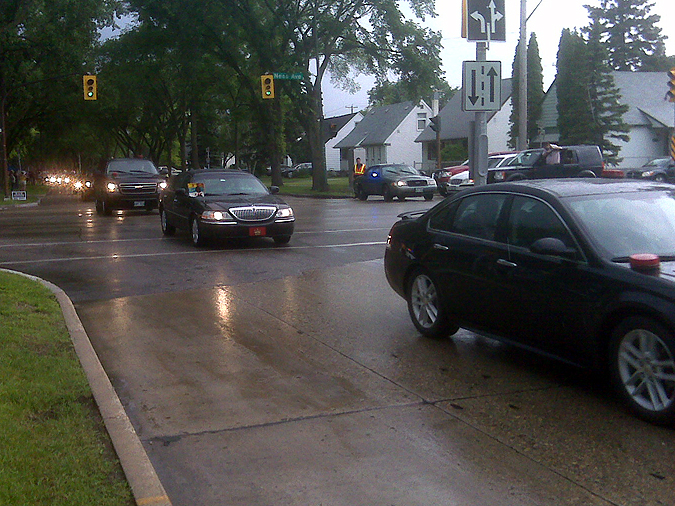
Caravana de la reina Isabel II del Reino Unido, camino a la Base Canadiense de las Fuerzas Armadas de Winnipeg, 2010.
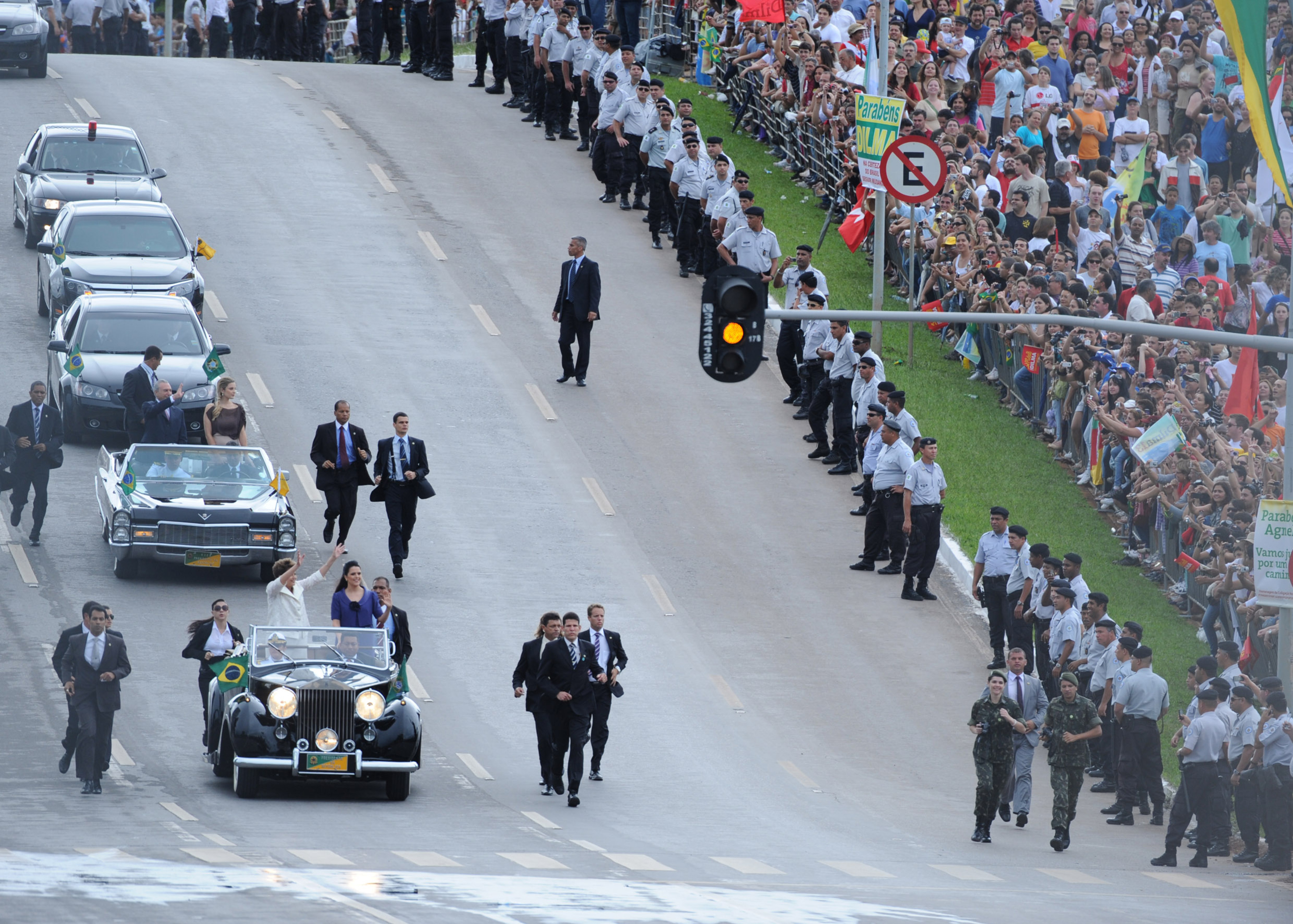
Caravana presidencial en la toma de posesión de Dilma Rousseff en Brasilia, 2011.
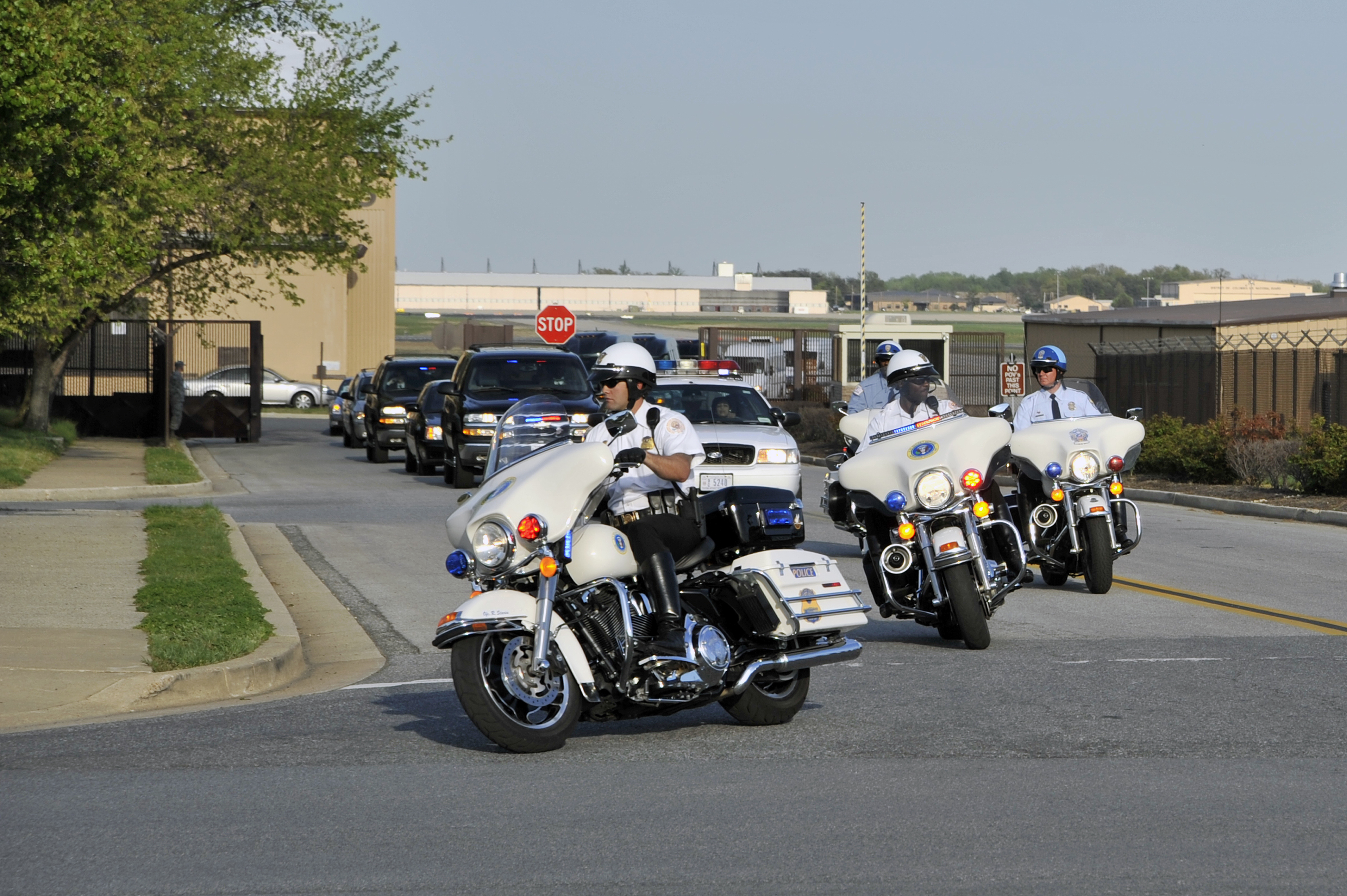
La comitiva del presidente surcoreano, Lee Myung-bak, sale de la Base Aérea Andrews en Washington D. C., 2010.
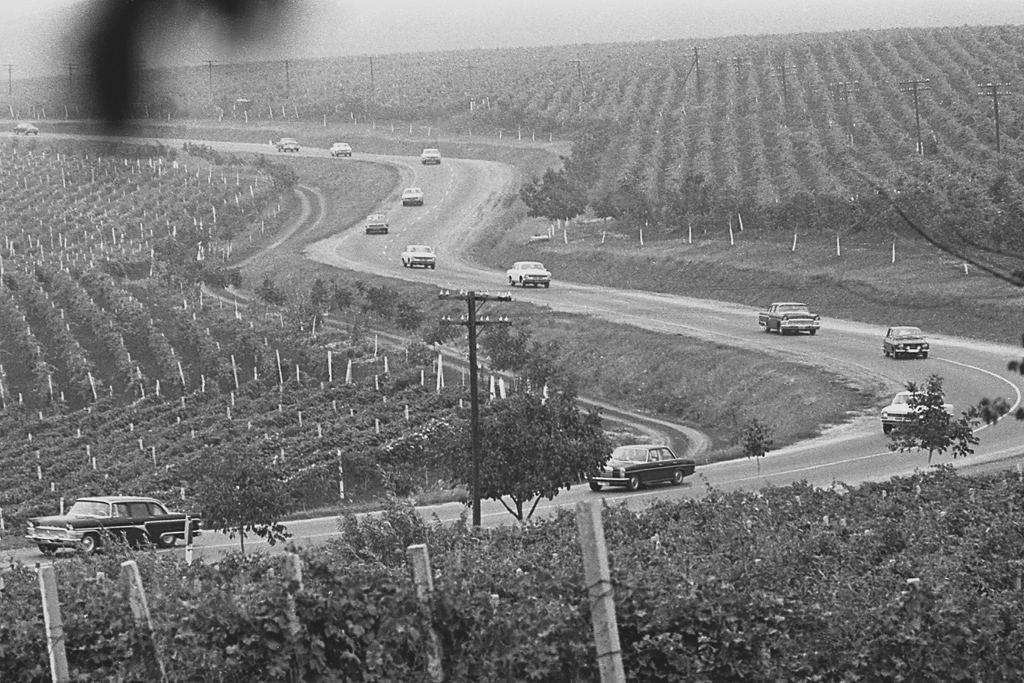
La caravana de Nicolae Ceaușescu en la Moldavia soviética, 1976.